# ماجد أبو مليحة
ماجد بخيت أبو مليحة (مواليد 1 يوليو 1984) هو لاعب كرة قدم سعودي يلعب في نادي رأس تنورة.

## مسيرة اللاعب
كانت بداياته في الفئات السنية في النادي الأهلي وأولمبي نادي الاتحاد وبعدها لعب مع أندية النخيل والبدايع و العروبة ونجران و الجبلين والنجوم و العين وقلوة و الروضة و العمران و الصقور و رأس تنور.